# Borja Iglesias
Borja Manuel Iglesias Quintás (Santiago di Compostela, 17 gennaio 1993) è un calciatore spagnolo, attaccante del Celta Vigo.

## Carriera

### Club
Arrivato al Celta Vigo nel 2013, diventa nel corso degli anni il miglior marcatore della storia della seconda squadra del club galiziano.
Il 6 luglio 2017 passa in prestito al Real Saragozza, con cui disputa un ottimo campionato di Segunda División, concluso con 22 reti segnate.
Il 9 luglio 2018 viene acquistato per 10 milioni di euro dall'Espanyol, con cui firma un quadriennale.
Il 14 agosto 2019, dopo aver segnato venti gol con la squadra di Barcellona, si trasferisce a titolo definitivo al Betis, che paga la clausola rescissoria da 28 milioni di euro, legandosi ai bianco-verdi fino al 2024. Il 26 gennaio 2021 nella sfida di Coppa del Re contro la Real Sociedad è decisivo. Entra poco prima dello scadere dei tempi regolamentari (sull'1-1) e, nei supplementari, segna una doppietta che vale il passaggio ai quarti del Real Betis.
Il 27 gennaio 2024 viene ceduto in prestito al Bayer Leverkusen.
Non riscattato dai tedeschi (con cui ha trovato poco spazio), il 19 luglio 2024 fa ritorno al Celta Vigo con la formula del prestito.
Il 12 agosto 2025 viene ufficialmente ricomprato dal Celta Vigo, stavolta a titolo definitivo, per 2 milioni di euro.

### Nazionale
Il 24 settembre 2022 esordisce in nazionale maggiore nella sconfitta per 1-2 contro la Svizzera.

## Statistiche

### Presenze e reti nei club
Statistiche aggiornate al 12 agosto 2025.
| Stagione          | Squadra           | Campionato        | Campionato | Campionato | Coppe nazionali | Coppe nazionali | Coppe nazionali | Coppe continentali | Coppe continentali | Coppe continentali | Altre coppe | Altre coppe | Altre coppe | Totale | Totale |
| Stagione          | Squadra           | Comp              | Pres       | Reti       | Comp            | Pres            | Reti            | Comp               | Pres               | Reti               | Comp        | Pres        | Reti        | Pres   | Reti   |
| ----------------- | ----------------- | ----------------- | ---------- | ---------- | --------------- | --------------- | --------------- | ------------------ | ------------------ | ------------------ | ----------- | ----------- | ----------- | ------ | ------ |
| 2013-2014         | Celta B           | SDB               | 35         | 12         | -               | -               | -               | -                  | -                  | -                  | -           | -           | -           | 35     | 12     |
| 2014-2015         | Celta B           | SDB               | 36         | 17         | -               | -               | -               | -                  | -                  | -                  | -           | -           | -           | 36     | 17     |
| 2015-2016         | Celta B           | SDB               | 36         | 12         | -               | -               | -               | -                  | -                  | -                  | -           | -           | -           | 36     | 12     |
| 2016-2017         | Celta B           | SDB               | 37+2       | 32+2       | -               | -               | -               | -                  | -                  | -                  | -           | -           | -           | 39     | 34     |
| Totale Celta B    | Totale Celta B    | Totale Celta B    | 144+2      | 73+2       |                 | -               | -               |                    | -                  | -                  |             | -           | -           | 146    | 75     |
| 2014-2015         | Celta Vigo        | PD                | 1          | 0          | CR              | -               | -               | -                  | -                  | -                  | -           | -           | -           | 1      | 0      |
| 2015-2016         | Celta Vigo        | PD                | 0          | 0          | CR              | 1               | 0               | -                  | -                  | -                  | -           | -           | -           | 1      | 0      |
| 2017-2018         | Real Saragozza    | SD                | 39+2       | 22         | CR              | 2               | 1               | -                  | -                  | -                  | -           | -           | -           | 43     | 23     |
| 2018-2019         | Espanyol          | PD                | 37         | 17         | CR              | 6               | 3               | -                  | -                  | -                  | -           | -           | -           | 43     | 20     |
| 2019-2020         | Espanyol          | PD                | -          | -          | CR              | -               | -               | UEL                | 3                  | 3                  | -           | -           | -           | 3      | 3      |
| 2019-2020         | Betis             | PD                | 35         | 3          | CR              | 2               | 0               | -                  | -                  | -                  | -           | -           | -           | 37     | 3      |
| 2020-2021         | Betis             | PD                | 28         | 11         | CR              | 4               | 2               | -                  | -                  | -                  | -           | -           | -           | 32     | 13     |
| 2021-2022         | Betis             | PD                | 33         | 10         | CR              | 8               | 5               | UEL                | 10                 | 4                  | -           | -           | -           | 51     | 19     |
| 2022-2023         | Betis             | PD                | 35         | 15         | CR              | 1               | 0               | UEL                | 6                  | 0                  | SS          | 1           | 0           | 43     | 15     |
| 2023-gen.2024     | Betis             | PD                | 11         | 0          | CR              | 1               | 1               | UEL                | 6                  | 1                  | -           | -           | -           | 18     | 2      |
| Totale Real Betis | Totale Real Betis | Totale Real Betis | 142        | 39         |                 | 16              | 8               |                    | 22                 | 5                  |             | 1           | 0           | 181    | 52     |
| gen.-giu.2024     | Bayer Leverkusen  | BL                | 7          | 0          | CG              | 1               | 0               | UEL                | 2                  | 0                  | -           | -           | -           | 10     | 0      |
| 2024-2025         | Celta Vigo        | PD                | 37         | 11         | CR              | 2               | 0               | -                  | -                  | -                  | -           | -           | -           | 39     | 11     |
| 2025-2026         | Celta Vigo        | PD                | -          | -          | CR              | -               | -               | UEL                | -                  | -                  | -           | -           | -           | -      | -      |
| Totale Celta Vigo | Totale Celta Vigo | Totale Celta Vigo | 38         | 11         |                 | 3               | 0               |                    | -                  | -                  |             | -           | -           | 41     | 11     |
| Totale carriera   | Totale carriera   | Totale carriera   | 407        | 162        |                 | 28              | 12              |                    | 27                 | 8                  |             | 1           | 0           | 467    | 184    |

### Cronologia presenze e reti in nazionale
| Cronologia completa delle presenze e delle reti in nazionale ― Spagna | Cronologia completa delle presenze e delle reti in nazionale ― Spagna | Cronologia completa delle presenze e delle reti in nazionale ― Spagna | Cronologia completa delle presenze e delle reti in nazionale ― Spagna | Cronologia completa delle presenze e delle reti in nazionale ― Spagna | Cronologia completa delle presenze e delle reti in nazionale ― Spagna | Cronologia completa delle presenze e delle reti in nazionale ― Spagna | Cronologia completa delle presenze e delle reti in nazionale ― Spagna |
| Data                                                                  | Città                                                                 | In casa                                                               | Risultato                                                             | Ospiti                                                                | Competizione                                                          | Reti                                                                  | Note                                                                  |
| --------------------------------------------------------------------- | --------------------------------------------------------------------- | --------------------------------------------------------------------- | --------------------------------------------------------------------- | --------------------------------------------------------------------- | --------------------------------------------------------------------- | --------------------------------------------------------------------- | --------------------------------------------------------------------- |
| 24-9-2022                                                             | Saragozza                                                             | Spagna                                                                | 1 – 2                                                                 | Svizzera                                                              | UEFA Nations League 2022-2023 - 1º turno                              | -                                                                     | 63’                                                                   |
| 28-3-2023                                                             | Glasgow                                                               | Scozia                                                                | 2 – 0                                                                 | Spagna                                                                | Qual. Euro 2024                                                       | -                                                                     | 66’                                                                   |
| Totale                                                                |                                                                       | Presenze                                                              | 2                                                                     |                                                                       | Reti                                                                  | 0                                                                     |                                                                       |

## Palmarès

### Club

#### Competizioni nazionali
- Coppa di Spagna: 1

Betis: 2021-2022
- Campionato tedesco: 1

Bayer Leverkusen: 2023-2024
- Coppa di Germania: 1

Bayer Leverkusen: 2023-2024

### Individuale
- Capocannoniere della Coppa del Re: 1

2021-2022 (5 reti)